# Zahnarme Regenwurmratte
Die Zahnarme Regenwurmratte (Paucidentomys vermidax) ist eine 2012 erstbeschriebene Nagetierart aus dem Bergwald der indonesischen Insel Sulawesi. Die Art ist bemerkenswert, da ihr die Backenzähne in Ober- und Unterkiefer fehlen. Holotypus und Paratypus der Nagetierart wurde während einer Forschungsexkursion in den Bergen des nördlichen Sulawesi Selatan (Süd-Sulawesi) und in Sulawesi Barat (West-Sulawesi) gefangen. Paucidentomys vermidax ist die einzige Art der damit monotypischen Gattung Paucidentomys. Der Gattungsname bedeutet „wenig-zähnige Maus“, das Art-Epitheton vermidax „Wurmfresser“.

## Merkmale

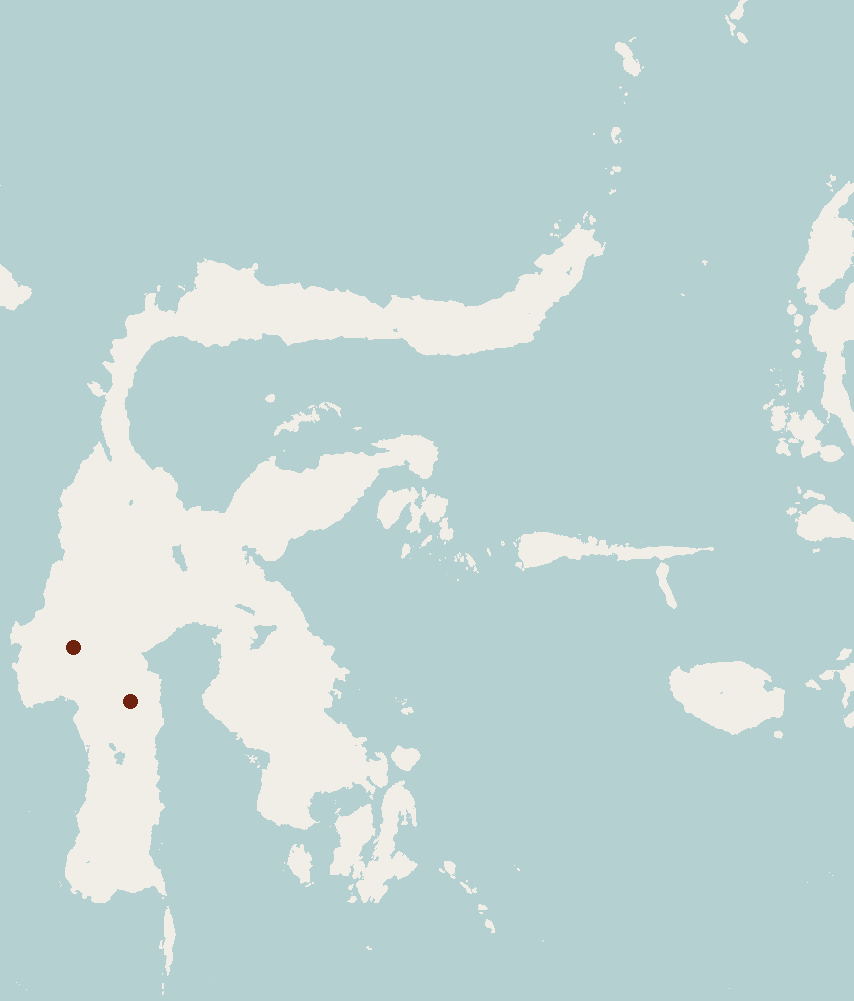
Fundorte auf Sulawesi

Die Zahnarme Regenwurmratte ist ein mittelgroßes rattenartiges Nagetier, das äußerlich einer Spitzmaus gleicht und im Vergleich zu anderen sulawesischen spitzmausähnlichen Nagetieren eine sehr stark verlängerte Schnauze besitzt. Die Augen sind klein, die Ohren lang. Das Fell ist weich und dick, an der Basis dunkelgrau und an den Haarspitzen braun, so dass eine graubraune Fellfarbe resultiert. Der Schwanz ist etwa 20 % länger als die Kopf-Rumpf-Länge, dick, behaart und auf seiner Oberseite dunkelgrau und der Unterseite schmutzig weißlich. Ober- und Unterkiefer besitzen jeweils nur zwei Schneidezähne und sind ansonsten völlig zahnlos. Die Zahnformel der Tiere lautet: {\displaystyle {\frac {1.0.0.0}{1.0.0.0}}}
Die beiden oberen Schneidezähne sind kurz, mit einer höheren, vorn liegenden Spitze und einer zweiten, kürzeren Spitze, die etwas weiter hinten auf dem Zahn liegt. Beide Spitzen sind durch eine scharfe Schneidekante verbunden. In der Maxillare sind Überreste der Zahnfächer (Alveolen) der Backenzähne unter einer dünnen Schicht fast durchsichtigen Knochengewebes sichtbar. Ein Flügelbein fehlt. Der Unterkiefer ist lang und zart. Auffallende Ansatzpunkte für die Muskeln fehlen. Die Schneidezähne im Unterkiefer liegen fast waagerecht, sind einspitzig, scharf und dünn.

## Lebensweise
Der Magen des Paratypus enthielt etwa 5 bis 10 mm lange Stücke von Regenwürmern, aber keine anderen Nahrungsreste. Es wird angenommen, dass sich die Zahnarme Regenwurmratte ausschließlich von weicher tierischer Beute, womöglich nur von Regenwürmern ernährt. Mit den scharfen Schneidezähnen kann Paucidentomys vermidax die Regenwürmer in Teile zerlegen, bevor diese verschluckt werden. Die Zahnarme Regenwurmratte ist wahrscheinlich ein terrestrisch (auf dem Erdboden) lebendes Tier, dessen Lebensraum auf feuchte Wälder oberhalb einer Höhe von 1.500 Metern beschränkt ist.